# Liste der Monuments historiques in Crugny
Die Liste der Monuments historiques in Crugny führt die Monuments historiques in der französischen Gemeinde Crugny auf.

## Liste der Immobilien
| Bezeichnung      | Beschreibung           | Standort               | Kennzeichnung | Schutzstatus | Datum | Bild           |
| ---------------- | ---------------------- | ---------------------- | ------------- | ------------ | ----- | -------------- |
| Kirche St-Pierre | ab dem 12. Jahrhundert | Rue de l’Église (Lage) | PA00078686    | Classé       | 1921  | weitere Bilder |

## Liste der Objekte
| Bezeichnung               | Beschreibung                                                                   | Standort                       | Kennzeichnung | Schutzstatus | Datum | Bild |
| ------------------------- | ------------------------------------------------------------------------------ | ------------------------------ | ------------- | ------------ | ----- | ---- |
| Weihwasserbecken          | Stein, 14. oder 15. Jahrhundert                                                | in der Kirche St-Pierre (Lage) | PM51002110    | Inscrit      | 1974  |      |
| Skulptur Madonna mit Kind | Holz, vergoldet, 18. Jahrhundert                                               | in der Kirche St-Pierre (Lage) | PM51002109    | Inscrit      | 1974  |      |
| Linker Seitenaltar        | Altartisch und Tabernakel; Holz, farbig gefasst und vergoldet, 18. Jahrhundert | in der Kirche St-Pierre (Lage) | PM51002107    | Inscrit      | 1974  |      |
| Taufbecken                | Stein, Kupferdeckel und -schale, bezeichnet 175[x]                             | in der Kirche St-Pierre (Lage) | PM51002112    | Inscrit      | 1974  |      |
| Zehn Kirchenbänke         | Holz, 19. Jahrhundert                                                          | in der Kirche St-Pierre (Lage) | PM51002113    | Inscrit      | 1974  |      |
| Kerzenständer             | Holz, 18. Jahrhundert                                                          | in der Kirche St-Pierre (Lage) | PM51002111    | Inscrit      | 1974  |      |
| Kruzifix                  | Holz, farbig gefasst, 17. Jahrhundert                                          | in der Kirche St-Pierre (Lage) | PM51002108    | Inscrit      | 1974  |      |
| Sakristeischrank          | Holz, 18. oder 19. Jahrhundert                                                 | in der Kirche St-Pierre (Lage) | PM51002114    | Inscrit      | 1974  |      |